# Mu (continente perdido)
Mu, assim como Atlântida e Lemúria, é considerado um antigo continente lendário que entrou em colapso devido a um cataclismo. Suas descrições e pesquisas ainda estão em nível obscuro devido à falta de fontes e fatos históricos confiáveis, porém estudos recentes especulam que sua existência esteja ligada à região submersa da Zelândia intercalada à Austrália. Acredita-se que dessa massa de terra submersa tenha restado apenas regiões como a Nova Zelândia e Nova Caledónia.

## Histórico
De acordo com antigas lendas de povos que habitavam a América do Sul muito antes da chegada de Cristóvão Colombo ao "Novo Continente", Mu era um continente rico em ouro, prata e cobre. Essas lendas caíram no esquecimento após a chegada de Cristóvão Colombo à América, que culminou com a dizimação de grande parte da cultura desses povos. Alguns séculos depois, a lenda retornou à tona, quando o coronel inglês, James Churchward , afirmou ter decifrado antigas inscrições em pedra. 
As inscrições revelavam a existência de Mu, indicava sua localização (ligeiramente abaixo da Linha do Equador), sua extensão (9.600 quilômetros de Leste a Oeste, e 4.800 quilômetros de Norte a Sul) e a causa de sua submersão (uma ação vulcânica que dizimou a população de 64 milhões de pessoas). 
Segundo levantamentos posteriores, toda a humanidade descenderia de Mu, e segundo Churchward tratava-se do Jardim do Éden, onde há 200 mil anos havia surgido o homem. As diferenças raciais teriam levado os grupos colonizadores a migrar para diferentes partes do mundo. Os mais poderosos formaram o império Uigur, cuja capital encontra-se até hoje enterrada sob o deserto de Gobi, na Ásia. Os outros formaram outras civilizações, entre elas as também hipotéticas Atlântida e Lemúria.

## Mapas

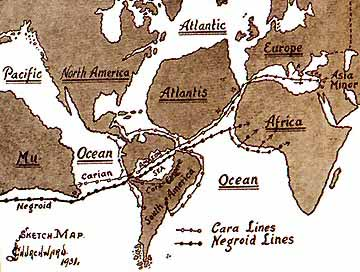
Imagem do livro, 1931. Assinada por J. Churchward.
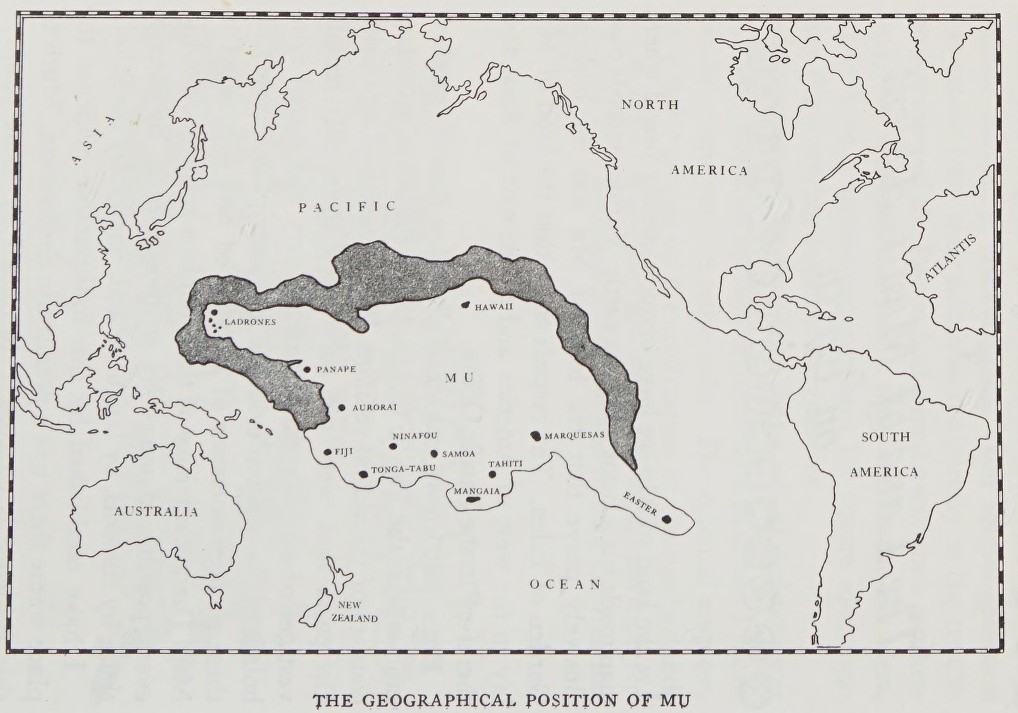
Imagem original do Livro de Churchward, 1927.
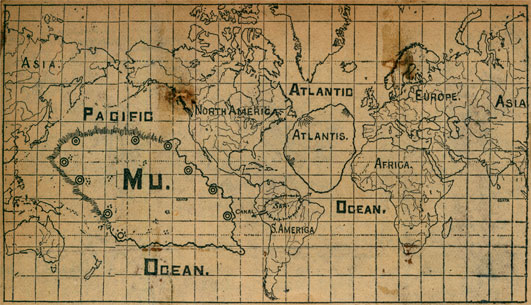
Imagem extraída de um jornal de época.
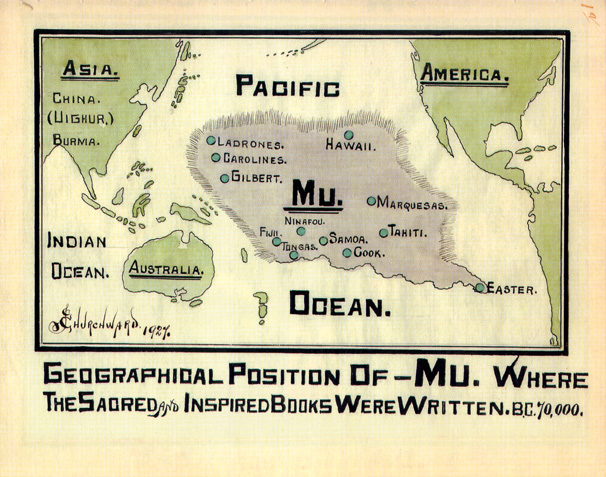
"Books of the Golden Age", 1927. Imagem assinada pelo próprio Churchward.